# E-ディフェンス
Eーディフェンス（E-Defense）は国立研究開発法人防災科学技術研究所が所管する、大型構造物の震動破壊実験を行う大規模実験施設（実大三次元震動破壊実験施設）。名前に冠される"E"はEarth（地球）を表す。一般的な日本の戸建住宅のほか、鉄筋コンクリート造6階建て程度の建物の震動破壊実験を行うことができる世界最大の耐震実験施設である。なお、施設のメインとなる実験棟の面積は約5,200m2、高さ43mである。施設は兵庫県三木市にある兵庫県立三木防災公園内にあり、2005年1月15日に竣工した。

## 建設の経緯と目的
阪神・淡路大震災をきっかけとして1995年に科学技術庁により、都市部を中心とする地震災害の軽減を目指す総合的な研究を行う研究拠点を設けることが提言された。これに基づき、実大三次元震動破壊実験装置を阪神・淡路大震災の被災地の郊外である三木市に開発された兵庫県立三木防災公園内に建設することとなった。作製は山口県下関市の三菱重工業下関造船所による。当該施設の最大の目的は、実物大の構造物を実際に破壊に至るまで震動させて、その過程を科学的に分析・記録し、「壊れない構造物」を設計するところにある。ただし「壊れない」とは「ヒビも入らない」という意味より「ヒビなどある程度の破壊を受け入れ、人命が失われるレベルでの破壊を防ぐ」という意味の「壊れない」という事である。
実験内容としては、世界最大規模というメリットを生かし、マンションなどの集合住宅、高層建築などを想定した震動破壊実験が行われている。高層建築を想定した実験では、長周期震動などが再現されている。

## 沿革
- 2000年（平成12年）1月建設着手
- 2005年（平成17年）3月完成
- 2013年（平成25年） 長周期震動の再現を行えるよう改修[3]。

## 実験装置諸元
- 搭載質量 - 1200t
- 搭載面積 - 20m×15m
- 駆動方式 - アキュムレータ蓄圧および電気油圧
- 最大加速度
  - 水平方向 - 900cm/s2以上
  - 鉛直方向 - 1500cm/s2以上
- 最大速度
  - 水平方向 - 200cm/s
  - 鉛直方 - 70cm/s
- 最大変位
  - 水平方向 - ±100cm
  - 鉛直方向 - ±50cm

## 所在地
- 兵庫県三木市志染町三津田西亀屋1501-21